# Lista foștilor membri ai Camerei Reprezentanților Statelor Unite ale Americii
Această listă enumără foștilor membri ai Camerei Reprezentanților Statelor Unite ale Americii. Întrucât lista este foarte lungă (conține peste 10.000 de persoane), a fost împărțită pe secțiuni, care pot fi accesate utilizând formatul de mai sus.